# Mediastinia platycephala
Mediastinia platycephala är en kackerlacksart som först beskrevs av Rehn, J. A. G. 1904.  Mediastinia platycephala ingår i släktet Mediastinia och familjen småkackerlackor. Inga underarter finns listade i Catalogue of Life.